# Bernard Donald MacDonald
Bernard Donald McDonald (1797-1859) fut le deuxième évêque du diocèse de Charlottetown.
Né le 25 décembre 1797, à Saint-André, île du Prince-Edouard, il est le fils d'Angus McDonald et de Pénélope McDonald. Ordonné le 1er juin 1822, il fut curé de Saint-André, île du Prince-Edouard ; en 1829, il occupa la cure de Charlottetown et de Rustico. 
En 1836, il devint l'administrateur du diocèse de Charlottetown. Nommé le 21 février 1837, évêque de Charlottetown par le pape Grégoire XVI, et consacré le 15 octobre dans l'église Saint-Patrice de Québec, par Mgr Signay, assisté de Mgrs Turgeon et Bourget. 
Il est décédé le 30 décembre 1859, à l'âge de 62 ans.